# ألانو ليما
ألانو ليما (بالبرتغالية: Allano‏) (24 أبريل 1995 بريو دي جانيرو في البرازيل - ) هو لاعب كرة قدم برازيلي في مركز الظهير. لعب مع بوتافوغو ريغاتاس ونادي كروزيرو.

## وصلات خارجية
- ألانو ليما على موقع اتحاد تركيا (لاعب) (الإنجليزية)
- ألانو ليما على موقع رابطة كرة القدم اليابانية للمحترفين (اليابانية)
- ألانو ليما على موقع قاعدة بيانات كرة القدم.إي يو (الإنجليزية)
- ألانو ليما على موقع Soccerway.com (الإنجليزية)
- ألانو ليما على موقع عالم كرة القدم.نت (الإنجليزية)